# Darija Kisić
Darija Kisić Tepavčević, cyr. Дарија Кисић Тепавчевић (ur. 20 sierpnia 1975 w Sarajewie) – serbska epidemiolog i wykładowczyni akademicka, w latach 2020–2022 minister pracy, zatrudnienia, spraw społecznych i weteranów, od 2022 do 2024 minister rodziny i demografii.

## Życiorys
W 2001 ukończyła studia na wydziale medycznym Uniwersytetu w Belgradzie. Na tej samej uczelni w 2006 uzyskała magisterium z zakresu epidemiologii. Doktoryzowała się na podstawie pracy poświęconej pacjentom ze stwardnieniem rozsianym. Od 2002 zawodowo związana z macierzystym wydziałem, na którym doszła do stanowiska profesorskiego. Została też zastępczynią dyrektora instytutu zdrowia publicznego (pod nazwą Institut za javno zdravlje Srbije „Dr Milan Jovanović Batut”).
W październiku 2020 objęła urząd ministra pracy, zatrudnienia, spraw społecznych i weteranów w powołanym wówczas drugim rządzie Any Brnabić. W 2021 wstąpiła do Serbskiej Partii Postępowej. W październiku 2022 w jej trzecim gabinecie przeszła na stanowisko ministra rodziny i demografii. Funkcję tę pełniła do maja 2024.